# Centro de detención del FUSNA
El Centro de detención del FUSNA fue a la vez una cárcel de presos políticos y un centro clandestino de detención y torturas que funcionó en Uruguay desde 1972 hasta al menos 1983.

## Reseña
Dicho centro era operado por el Cuerpo de Fusileros Navales (FUSNA), bajo el mando del Comando General de la Armada. Las instalaciones del centro de detención se encontraban en el extremo suroeste del Puerto de Montevideo y estaba constituido por galpones de tres pisos los cuales habían sido empleados como depósitos de la Aduana. Allí se mantuvo detenidos a presos políticos, tanto en forma reconocida por las autoridades como en forma clandestina.
Operó desde 1972, antes de la instauración de la dictadura cívico-militar, hasta al menos 1983 y cuando en 1977 la Marina se hizo cargo de la coordinación represiva de la dictadura, este lugar cobró mayor importancia.
El centro funcionó como cárcel de presos políticos hasta después de 1978, cuando los detenidos fueron trasladados a otras instalaciones. No obstante continuó operando como centro clandestino de detención y tortura en el marco del Plan Cóndor hasta los primeros años de la década de 1980.
Cuando la sede del Cuerpo de Fusileros Navales fue trasladada a Punta Lobos, en el Cerro de Montevideo, este lugar se mantuvo como dependencia naval de la Armada, calidad que mantiene hasta la actualidad.
El 18 de diciembre de 2015 se colocó una placa recordatoria del rol de este sitio como centro de detención, reclusión, tortura y desaparición en el marco de la Ley 18596 por la cual se colocaron marcas de la memoria en diferentes lugares que operaron durante el terrorismo de Estado en Uruguay.